# HD 174240
HD 174240，又名BD+00 4027，SAO 123947、HR 7085，是一颗恒星，视星等为6.25，位于銀經33.47，銀緯0.79，其B1900.0坐标为赤經18h 44m 31.5s，赤緯+0° 0.79′ 23″。